# Reality (Lied)
Reality (englisch für: „Realität“) ist ein Lied des britischen Sängers Richard Sanderson aus dem Jahr 1981. Es ist Teil des Soundtracks der französischen Filmkomödie La Boum – Die Fete mit Sophie Marceau und wurde zur „Hymne der Stehblues-Tänzer“.

## Entstehung und Veröffentlichung
Reality wurde von Vladimir Cosma und Jeff Jordan geschrieben. Die Produktion erfolgte ebenfalls durch Cosma in Zusammenarbeit mit Pierre Richard Muller.
Das Stück erschien am 4. März 1981 als 7"-Single mit der B-Seite Gotta Get a Move On (Instrumental) vom Orchestra Vladimir Cosma und wurde vom Musiklabel Polydor veröffentlicht. Im selben Jahr erschien das Lied als Teil des Soundtracks zur französischen Filmkomödie La Boum – Die Fete, nachdem es bereits im 1980 erstmals erschienenen Film zu hören war. Im Film wird der Song mehrfach gespielt und ist der zentrale Bestandteil des Soundtracks.
In dem Lied geht es darum, wie die Begegnung mit einer anderen Person das Leben des Protagonisten verändert und wie er davon träumt, was passieren würde, wenn sie zusammen wären. Es beschreibt auch die Magie von Träumen, die Hoffnungen und Dinge wahr werden lassen, auch wenn es nur ein Wunschdenken ist.

## Rezeption
Der Song gilt als „Klassiker des Stehblues“, die „Mutter aller Stehbluese sozusagen“. Er wurde, obwohl Sanderson weitere Veröffentlichungen herausbrachte, auch als One-Hit-Wonder beschrieben. In Deutschland wurde Reality erst 1987 ein Nummer-eins-Hit, nachdem er 1982, zur Zeit der Veröffentlichung von La Boum – Die Fete Platz 20 erreicht hatte. Daher ist der Titel auch „Double-Hit-Wonder“ genannt worden. Der erfolgreichere Re-Entry in die Charts 1987 folgte der Erstausstrahlung des Films im Fernsehen. Insgesamt wurden etwa acht Millionen Exemplare der Single verkauft.

### Charts und Chartplatzierungen
| ChartsChartplatzierungen | Höchstplatzierung | Wochen |
| ------------------------ | ----------------- | ------ |
| Deutschland (GfK)        | 1 (32 Wo.)        | 32     |
| Österreich (Ö3)          | 1 (22 Wo.)        | 22     |
| Schweiz (IFPI)           | 1 (18 Wo.)        | 18     |

| ChartsJahrescharts (1982) | Platzierung |
| ------------------------- | ----------- |
| Österreich (Ö3)           | 14          |

| ChartsJahrescharts (1987) | Platzierung |
| ------------------------- | ----------- |
| Deutschland (GfK)         | 7           |

### Auszeichnungen für Musikverkäufe
| Land/Region       | Auszeichnungen für Musikverkäufe (Land/Region, Auszeichnung, Verkäufe) | Verkäufe  |
| ----------------- | ---------------------------------------------------------------------- | --------- |
| Frankreich (SNEP) | Platin                                                                 | 1.000.000 |
| Italien (FIMI)    | Platin                                                                 | 600.000   |
| Insgesamt         | 2× Platin ·                                                            | 1.600.000 |